# Gufa
Gufa és un camp volcànic situat a la regió meridional del mar Roig d'Eritrea, prop de la frontera amb Djibouti. Està format per un grup de cons d'escòria basàltica i colades de lava. La cota màxima és de 600 msnm. Es desconeix la data de formació de Gufa així com la de la seva darrera erupció.